# Rafael Bobeica
Rafael Bobeica (Lissabon, 1 april 2002) is een Moldavische zanger. Hij had oorspronkelijk de Portugese nationaliteit, maar hij verhuisde later naar Moldavië.

## Junior Eurovisiesongfestival
Bobeica vertegenwoordigde zijn land op het Junior Eurovisiesongfestival 2013 in Kiev. Op 20 oktober 2013 had de nationale selectie plaats en die werd gewonnen door Bobeica met zijn liedje Cum să fim. In Kiev eindigde hij op de 11e plaats van de 12 deelnemers.